# 青梅市立今井小学校
青梅市立今井小学校（おうめしりつ いまいしょうがっこう）は、東京都青梅市今井にある市立小学校。最寄り駅はJR八高線金子駅。市内では最も東にある小学校の一つである。校舎北側には霞川が東流している。

## 沿革
- 1978年（昭和53年）4月1日 - 開校
- 1983年（昭和58年） - 藤橋小学校開校のため、一部児童が転籍

## 主な課外クラブ
- 金管バンド部

平成27年度東京都吹奏楽コンクールでは、都大会本選、日本管楽合奏コンテスト・全国大会に出場。

## 周辺施設
- 国立音楽大学青梅合宿所